# جانينا كونسيساو
جانينا كونسيساو (بالبرتغالية: Janina Déia Chagas da Conceição) (25 أكتوبر 1972 في البرازيل - ) هي لاعبة كرة طائرة برازيلية في مركز وسط ‏. شاركت في الألعاب الأولمبية الصيفية 2000 والألعاب الأولمبية الصيفية 1996.

## وصلات خارجية
- جانينا كونسيساو على موقع عالم الكرة الطائرة (الإنجليزية)
- جانينا كونسيساو على موقع أوليمبيديا (الإنجليزية)
- جانينا كونسيساو على موقع اللجنة الأولمبية البرازيلية (البرتغالية)